# Adam Borzęcki
Adam Borzęcki (* 6. Mai 1978 in Danzig) ist ein ehemaliger deutsch-polnischer Eishockeyspieler, der auf der Position des Verteidigers spielte.  

## Karriere
Adam Borzęcki stammt aus dem Nachwuchs des polnischen Eishockeyclubs Stoczniowiec Gdańsk. 1994 absolvierte er einige Spiele für MODO Hockey in der schwedischen Juniorenliga, kehrte aber nach Polen zurück. In der folgenden Saison lief er in 28 Partien für Zagłębie Sosnowiec in der ersten polnischen Liga, der Ekstraklasa, auf. Mit Olimpia Sosnowiec spielte er in der Spielzeit 1996/97 in der East European Hockey League.
Von 1997 bis 1999 lief er in der kanadischen Ligue de hockey junior majeur du Québec für die Océanic de Rimouski, die ihn beim CHL Import Draft 1997 in der ersten Runde ausgewählt hatten, auf und stand in der Saison 1999/2000 in der East Coast Hockey League bei den Jackson Bandits unter Vertrag. In der Folgesaison absolvierte er 29 Spiele für die Syracuse Crunch in der American Hockey League, 28 Spiele für die Idaho Steelheads in der WCHL, sowie jeweils neun Spiele für die Chicago Wolves und Utah Grizzlies in der IHL. 2001 bis 2003 bestritt er dann überwiegend für die Syracuse Crunch, brachte es aber auch auf acht Einsätze für die Elmira Jackals in der UHL.
Die Saison 2003/04 verbrachte der Verteidiger in Schweden bei Hammarby IF in der HockeyAllsvenskan, wechselte zur folgenden Spielzeit aber wieder nach Nordamerika, wo er für die Reading Royals in der ECHL spielte, aber auch in insgesamt sieben AHL-Spiele für die Hershey Bears und Manchester Monarchs absolvierte.
Von 2005 bis 2009 schnürte Borzęcki die Schlittschuhe für die Tölzer Löwen in der 2. Bundesliga und der Oberliga, bevor er 2009 zu den Schwenninger Wild Wings in die 2. Bundesliga wechselte. Seit dem 11. Januar 2012 besitzt er die deutsche Staatsbürgerschaft, so dass er das Ausländerkontingent nicht mehr belastete. Zur Saison 2014/15 wechselte der Linksschütze in die DEL2 zu den Bietigheim Steelers, als deren Mannschaftskapitän er bis 2018 fungierte. 

## International
Für Polen nahm Borzęcki im Juniorenbereich an der U18-Junioren-Europameisterschaft 1994, der U18-Junioren-B-Europameisterschaft 1995 sowie den U20-Junioren-B-Weltmeisterschaften 1995 und 1998, als er in das All-Star-Team gewählt wurde, und der U20-Junioren-Weltmeisterschaft 1997 teil. Zudem spielte er mit der polnischen Studentenauswahl bei der Winter-Universiade 1997 im südkoreanischen Muja.
Im Seniorenbereich stand er im Aufgebot seines Landes bei den B-Weltmeisterschaften 1997 und 2000 und nach Umstellung auf das heutige Divisionensystem bei den Weltmeisterschaften der Division I 2003, 2004, 2006, 2008 und 2009, als er jeweils in das All-Star-Team des Turniers gewählt wurde, sowie 2012, als nicht nur in das All-Star-Team, sondern auch zum besten Verteidiger des Turniers gewählt wurde, und 2016. Zudem vertrat er seine Farben bei den Qualifikationsturnieren zu den Olympischen Winterspielen 2010 in Vancouver, 2014 in Sotschi und 2018 in Pyeongchang.

## Erfolge und Auszeichnungen
- 1998 All-Star-Team der Junioren-B-Weltmeisterschaft 1998
- 2008 Aufstieg in die 2. Bundesliga mit dem EC Bad Tölz
- 2008 All-Star-Team der Weltmeisterschaft der Division I, Gruppe A
- 2009 All-Star-Team der Weltmeisterschaft der Division I, Gruppe B
- 2012 Bester Verteidiger der Weltmeisterschaft der Division I, Gruppe B
- 2012 All-Star-Team der Weltmeisterschaft der Division IB
- 2013 Aufstieg in die Deutsche Eishockey Liga mit den Schwenninger Wild Wings

## Statistik
Stand: Ende der Saison 2013/14